# Fen Yang
Die Fen Yang (Kennung: FFG-934) ist eine Fregatte der Knox-Klasse der Marine der Republik China (Taiwan), die seit 1993 in Dienst steht. Vorher stand das Schiff von 1972 bis 1993 als Kirk im Dienst der US-amerikanischen Marine.

## Geschichte

### Bau
Der Bauauftrag für die spätere Fen Yang wurde als USS Kirk (DE-1087) am 25. August 1966, als Geleitzerstörer der Knox-Klasse der US-amerikanischen Marine vergeben. Das Schiff wurde am 4. Dezember 1970 bei der Avondale Shipyard in Westwego im US-Bundesstadt Louisiana auf Kiel gelegt. Der Stapellauf erfolgte am 25. September 1971, nach Schiffstaufe durch die Witwe des Namensgebers, und die Übernahme durch die amerikanische Marine am 27. August 1972. Die Kirk wurde am 9. September 1972, unter dem Kommando von Commander James P. Kvederis, in Dienst gestellt und in die Destroyer Squadron 23 (Pacific Fleet) mit Heimathafen Long Beach im US-Bundesstadt Kalifornien eingegliedert.
Benannt war das Schiff zu diesem Zeitpunkt nach Admiral Alan G. Kirk, dem Verantwortlichen zur Versorgung der amerikanischen Truppen auf dem europäischen Kriegsschauplatz während des Zweiten Weltkrieges. Sie war die erste Einheit dieses Namens in der US-amerikanischen Marine.

### Einsatzgeschichte
Ende April 1975 war die Kirk an der Operation Frequent Wind, der Evakuierung Saigons, beteiligt und am 30. Juni 1975 wurde die Schiffskennung von DE-1087 auf FF-1087 geändert, da die amerikanische Marine ihre Geleitzerstörer nun als Fregatten bezeichnete.
Nach fast 21 Dienstjahren wurde die Kirk am 6. August 1993 außer Dienst gestellt und an die Republik China (Taiwan) verliehen, welche sie als Fen Yang in Dienst stellte. Das Schiff wurde noch bis 11. Januar 1995 im Schiffsregister der US-amerikanischen Marine geführt. Am 29. September 1999 wurde die Fregatte vollständig durch Taiwan erworben.